# Okrug Maricopa, Arizona
Maricopa, okrug u Arizoni, nastao u drugom mjesecu 1871. odvajanjem od dijelova okruga Pima i Yavapai. Danas se prostire na 9,222 četvornih milja (23,884 km²); 3,072,149 stanovnika (2000). 

## Ime
Značenje riječi Maricopa nije utvrđeno, a okrug ga dobiva po Indijancima Pipatsje (=ljudi), plemenu koje su Pima Indijanci nazivali Maricopa. 

## Položaj
Maricopa se prostire u unutrašnjosti Arizone okružena okruzima Gila, Yavapai, Yuma, La Paz, Pima i Pinal. 

## Privreda
Većina stanmovništva naseljena je u dolini rijeke Salt koja ima dovoljno vode za potrebe navodnjavanja polja zasijanih pšenicom, kukuruzom i ječmom.

## Gradovi i naselja
Aguila, Ahwatukee, Arlington, Avondale, Buckeye, Carefree, Cashion, Cave Creek, Chandler, El Mirage, Fort McDowell, Fountain Hills, Gila Bend, Gilbert, Glendale, Goodyear, Guadalupe, Higley, Komatke, Laveen, Lehi, Litchfield Park, Mesa, Mobile, Morristown, New River, Ocotillo, Palo Verde, Paradise Valley, Peoria, Phoenix, Queen Creek, Scottsdale, Sentinel, Sun City, Sun City West, Sun Lakes, Surprise, Tempe, Theba, Tolleson, Tonopah, Tortilla Flat, Wickenburg, Wittmann i Youngtown.

## Vanjske poveznice
- Maricopa County, Arizona History
- Maricopa County